# 万嗣铨
万嗣铨（1939年2月—），男，江苏吴县人，中华人民共和国建筑工程师、政治人物，曾任北京市政协副主席，第八届全国人大代表。